# 京セラギャラリー
京セラギャラリー（きょうセラギャラリー）は、1998年、京セラ株式会社が設立した美術館である。パブロ・ピカソの「銅版画347シリーズ」、日本画、洋画、彫刻のほか、ガラス工芸品、ファインセラミック「玉磁」を収蔵し、無料公開されている。京セラ本社ビル内にあり、企業博物館の京セラファインセラミック館やショールームが併設されている。2019年4月1日に、京セラ美術館から施設名称を変更した。

## 概要
- 所在地 - 〒612-8501 京都府京都市伏見区竹田鳥羽殿町6番地 京セラ本社ビル内
- 交通 - 近鉄京都線・市営地下鉄竹田駅より徒歩15分、または京都市営バス、京阪バス、京都京阪バス パルスプラザ前下車すぐ。

## 主な収蔵品
ピカソ
- 「銅版画347シリーズ」（パブロ・ピカソ）

日本画
- 「刈田余情」 （池田遙邨）
- 「存在」 （伊藤紫虹（フランス語版））
- 「雲たちの夜」 （岩橋英遠）
- 「池畔新雪」 （上原卓）
- 「雪野」 （上村淳之）
- 「暖日」 （上村松篁）
- 「春雪不二」 （小山硬）
- 「漁火」 （加藤東一）
- 「黄山煙雨」 （下保昭）
- 「心円」 （工藤甲人）
- 「雪映大和路」 （後藤純男）
- 「富士」 （今野忠一）
- 「越」 （竹内浩一）
- 「暮雪」 （中村宗弘）
- 「阿蘇の夜」 （西山英雄）
- 「夏座敷」 （橋本明治）
- 「舞妓」 （畠中光享）
- 「雰烟神瀑」 （稗田一穂）
- 「山霧幽玄」 （東山魁夷）
- 「奇峰湧雲」 （平川敏夫）
- 「平等院」 （平山郁夫）
- 「散る秋」 （堀文子）
- 「鯉」 （前田青邨）
- 「花かげ」 （松尾敏男）
- 「山の辺新秋」 （吉田善彦）

洋画
- 「ぼたん」 （梅原龍三郎）
- 「すいか」 （梅原龍三郎）
- 「花曇」 （小絲源太郎）
- 「白バラ」 （五味悌四郎）
- 「雲と山波」 （向井潤吉）
- 「市場」 （吉井淳二）
- 「鳥を売る女」 （吉井淳二）
- 「海の見える丘」 （吉井淳二）

彫刻
- 「ミゼレーレⅡ」 （中村晋也）
- 「夢見る季節」 （中村晋也）
- 「風の又三郎」 （中村晋也）
- 「ぼんたんちゃん」 （中村晋也）
- 「パパのコート」 （中村晋也）
- 「杏」 （舟越保武）
- 「北へ帰る鳥と少年」 （淀井敏夫）

工芸品
- 乾隆ガラス
- 鼻煙壷
- 京セラファインセラミック「玉磁」